# 路易士·德洛斯桑托斯
路易士·曼努埃爾·德洛斯桑托斯（西班牙語：Luis Manuel de los Santos Martinez，1966年12月29日—）為一名多明尼加棒球選手。

## 生平
1984年起在堪薩斯皇家開始職棒生涯，歷經底特律老虎、佛羅里達馬林魚。1994年起旅外效力於中華職棒兄弟象、日本職棒讀賣巨人、台灣大聯盟高屏雷公和墨西哥聯盟沙提羅、韓國職棒起亞虎等隊。在中華職棒官網裡登錄姓名為路易士L.S。綽號「宇宙巨砲」、「七千」。
2006年擔任美國職棒小聯盟雅吉瑪熊教練，2009年至墨西哥聯盟出任塔巴斯科奧爾梅克（Olmecas de Tabasco）總教練，2010年起在密爾瓦基釀酒人的小聯盟球隊擔任打擊教練，並在多明尼加的棒球學校擔任農場主管。2022年9月獲該年新成立的中華職棒台鋼雄鷹之聘請，重返台灣擔任打擊教練。

## 經歷

### 球員
- 美國職棒堪薩斯市皇家（1984年－1990年）
- 美國職棒底特律老虎（1991年－1992年）
- 美國職棒佛羅里達馬林魚（1993年）
- 中華職棒兄弟象（1994年－1996年）
- 日本職棒讀賣巨人（1997年）
- 台灣大聯盟高屏雷公（1998年－1999年）
- 墨西哥聯盟沙提羅（2000年）
- 韓國職棒起亞虎（2001年）
- 美國職棒巴爾的摩金鶯（2002年）

### 教練
- 美國職棒雅吉瑪熊（亞利桑那響尾蛇1A）打擊教練（2006年）
- 墨西哥聯盟塔巴斯科奧爾梅克總教練（2009年）
- 美國職棒密爾瓦基釀酒人（小聯盟）打擊教練（2010年－2022年）
- 中華職棒台鋼雄鷹打擊教練（2022年9月－2023年）
- 中華職棒台鋼雄鷹一軍打擊教練（2024年－）

## 職棒生涯成績

### 中華職棒
- (粗黑體字為該年度最佳或最高成績)

| 年度 | 球隊   | 出賽 | 打數 | 安打 | 全壘打 | 打點 | 得分 | 盜壘 | 四死 | 被三振 | 壘打數 | 雙殺打 | 打擊率 | 上壘率 | 長打率 | 整體攻擊指數 |
| ---- | ------ | ---- | ---- | ---- | ------ | ---- | ---- | ---- | ---- | ------ | ------ | ------ | ------ | ------ | ------ | ------------ |
| 1994 | 兄弟象 | 90   | 349  | 125  | 14     | 64   | 54   | 1    | 18   | 37     | 196    | 8      | 0.358  | 0.389  | 0.562  | 0.951        |
| 1995 | 兄弟象 | 100  | 386  | 136  | 14     | 72   | 53   | 3    | 31   | 33     | 203    | 23     | 0.352  | 0.395  | 0.526  | 0.921        |
| 1996 | 兄弟象 | 92   | 355  | 133  | 22     | 75   | 65   | 2    | 36   | 63     | 229    | 9      | 0.375  | 0.430  | 0.645  | 1.075        |
| 合計 | 3年    | 282  | 1090 | 394  | 50     | 211  | 172  | 6    | 85   | 133    | 628    | 40     | 0.361  | 0.405  | 0.576  | 0.981        |

## 外部連結
- 路易士·德洛斯桑托斯在台灣棒球維基館上的頁面（繁體中文）
- 路易士·德洛斯桑托斯在美國職棒官網（英语）
- 路易士·德洛斯桑托斯在日本職棒官網（英语）
- 路易士·德洛斯桑托斯在中華職棒官網
- 路易士·德洛斯桑托斯在Baseball-Reference.com（大聯盟）（英语）
- 路易士·德洛斯桑托斯在Baseball-Reference.com（小聯盟以及海外聯盟）（英语）
- 路易士·德洛斯桑托斯在ESPN（MLB）（英语）
- 路易士·德洛斯桑托斯在FanGraphs.com（英语）
- 路易士·德洛斯桑托斯在The Baseball Cube（英语）

| 前任： 喬治   | 中華職棒打點王 1995年                       | 繼任： 鷹俠   |
| 前任： 曾貴章 | 中華職棒安打王 1994年、1995年               | 繼任： 曾貴章 |
| 前任： 吳思賢 | 中華職棒最佳十人獎（三壘手） 1994年、1995年 | 繼任： 鷹俠   |
| 前任： 康雷   | 中華職棒打擊王 1996年                       | 繼任： 德伍   |